# Framo V 901
Der Framo V 901 ist ein Kleintransporter, der in den Jahren 1951–1954 von Framo in Hainichen hergestellt wurde. Als Dreivierteltonner war er im damaligen DDR-Fahrzeugbau der kleinste LKW und unterhalb des Phänomen Granit angesiedelt.

## Geschichte

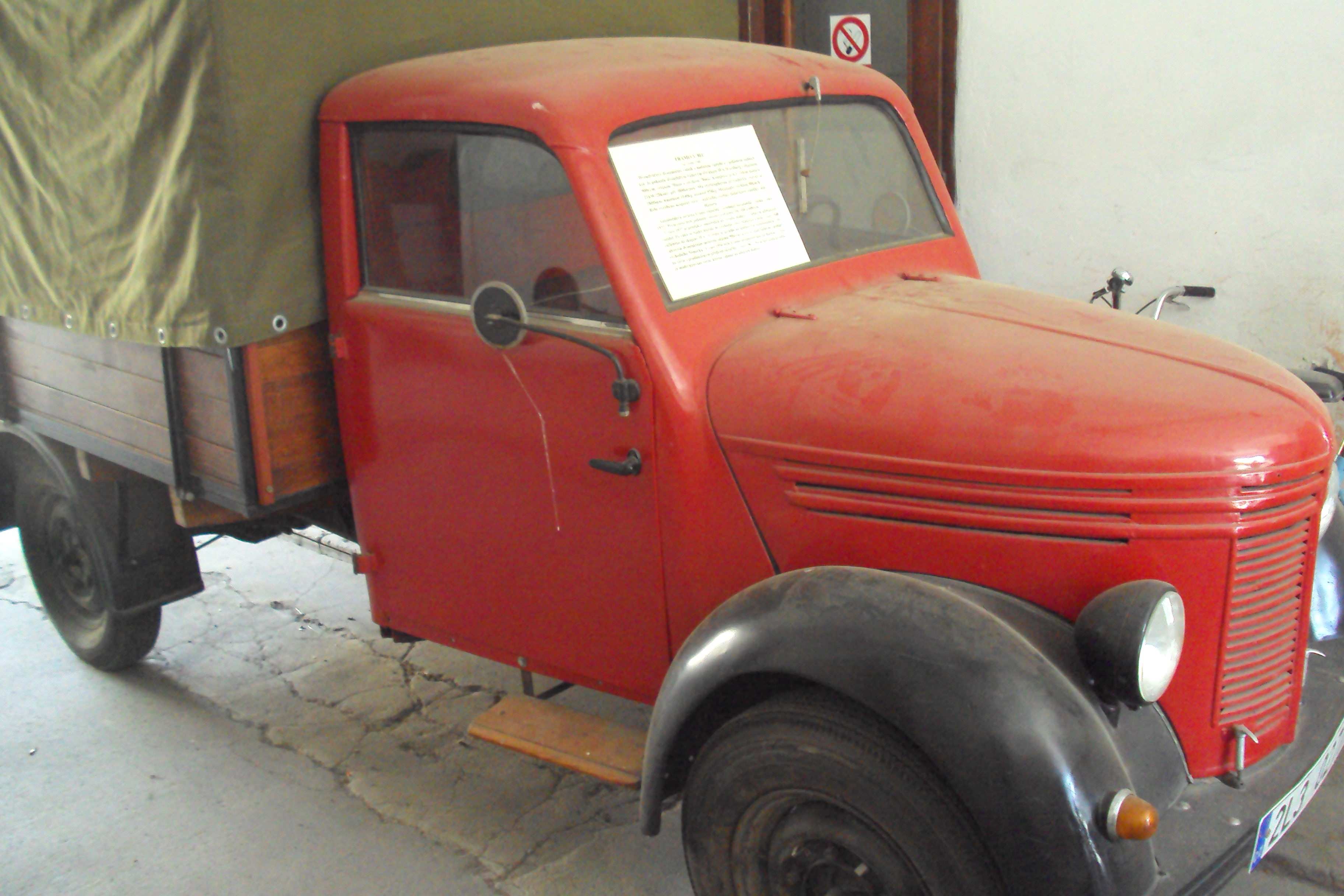
Framo V 901, eines der wenigen noch erhaltenen Exemplare im Eduard Held Museum in Zákupech

Bei der Entwicklung dieses Modells stand das Ziel im Vordergrund, einen leistungsfähigeren Motor für das bisher gefertigte Modell 501/2 zu finden. Das Prinzip des Doppelkolbenmotors wurde aus Gründen rationeller Fertigung aufgegeben. Man griff auf den 0,9-Liter-Motor des IFA F 9 zurück, einen schlitzgesteuerten Dreizylinder-Zweitaktmotor mit Umkehrspülung. Dessen Leistung musste jedoch auf 18 kW gedrosselt werden, um eine Überlastung des Getriebes und des Fahrwerks zu vermeiden, das unverändert vom Vorgänger übernommen worden war. Dennoch stand nun ausreichend Leistung zur Verfügung, um die mögliche Nutzlast sicher zu bewältigen. Vom leistungsstärkeren Motor abgesehen gab es keine relevanten technischen Änderungen im Vergleich zum Vorgängertyp. Auch die freistehenden Scheinwerfer wurden beibehalten. Damit stand der Framo auf dem internationalen Markt im Jahr 1951 allerdings nicht allein, wie sich an einem Vergleich mit Goliath GD 750, Tempo Hanseat oder Fordson E83W zeigt.
Während der V 501 in der DDR nur als Pritsche gebaut wurde, kamen nun weitere Aufbauten wie Kastenwagen, Kombi, Bus und Krankenwagen hinzu. Diese wurden im VEB Karosseriewerke Halle gefertigt. Der Kastenaufbau wurde im Gegensatz zum Vorgängertyp (Vorkrieg) ohne abgesetztes Fahrerhaus ausgeführt, beruhte aber nach wie vor auf einem Holzgerippe als tragendes Element.
Schon 1951 konnte der Export in die Niederlande und nach Belgien aufgenommen werden. 1952 wurde die Betätigung der Vierradbremse von Seilzug auf Hydraulik umgestellt. Eine Modernisierung des Äußeren trat 1954 mit Weiterentwicklung zum V 901/2 ein. Die Stückzahlen des Transporters stiegen zwar an, blieben insgesamt jedoch recht gering. Insgesamt wurden 3775 Fahrzeuge gefertigt.

## Technische Daten
|                                           | Framo V 901                                                                |
| ----------------------------------------- | -------------------------------------------------------------------------- |
| Motor:                                    | Ottomotor, Zweitakt (Umkehrspülung), drei Zylinder in Reihe                |
| Hubraum:                                  | 901 cm³                                                                    |
| Bohrung × Hub:                            | 70 mm × 78 mm                                                              |
| Leistung bei 1/min:                       | 18 kW (24 PS) bei 3600/min                                                 |
| Max. Drehmoment bei 1/min:                | 71 Nm bei 2250/min                                                         |
| Verdichtung:                              | 6                                                                          |
| Kühlung:                                  | Wasser                                                                     |
| Getriebe:                                 | 4+1 (unsynchronisiert), mit Lenkstockschaltung                             |
| Schmierung:                               | Gemischschmierung im Verhältnis 1:25                                       |
| Lichtmaschine:                            | 6 V                                                                        |
| Fahrwerk:                                 | Querlenker + Querfeder vorn, Starrachse hinten, Trommelbremsen vorn/hinten |
| Leergewicht: (Pritsche/Kasten+Kombi)      | 950/1100 kg                                                                |
| Maße L × B × H: (Pritsche/Kasten+Kombi) : | 4360/4250 × 1600/1540 × 1650/1920 mm                                       |
| Höchstgeschwindigkeit:                    | 70 km/h                                                                    |